# كورت آدامز
كورت آدامز (بالألمانية: Kurt Adams) هو سياسي ألماني، ولد في 15 ديسمبر 1889 في هامبورغ في ألمانيا، وتوفي في 7 أكتوبر 1944 في ألمانيا. حزبياً، نشط في الحزب الديمقراطي الاجتماعي الألماني. وقد انتخب عضو البرلمان هامبورغ.